# Bangóné Borbély Ildikó
Bangóné Borbély Ildikó (1972. március 29. –) politikus, 2014 óta a Magyar Szocialista Párt színeiben országgyűlési képviselő, 2016-tól a párt elnökségi tagja volt. 2022-ben a politikai közösség megsértése és megtévesztése miatt kizárták az MSZP-ből, ugyanekkor felszólították parlamenti mandátumának visszaadására is.

## Élete
Nádudvaron nevelkedett, a hajdúszoboszlói Hőgyes Endre Gimnázium elvégzése után a nádudvari központi óvodában két évig óvónőként dolgozott, 1992-ben pedig az óvoda gazdasági vezetője lett. 1998-ban a budapesti Egészségügyi Szakképző és Továbbképző Intézetben gazdaságvezető-élelmezési menedzser képesítést szerzett.  2001-ben lányai születésekor tért haza Kabára. 2004-ben a magyarországi ügydöntő népszavazás kampányában az MSZP mozgósító plakátján szerepelt, amely arra biztatta a szavazókat, hogy a kórházak állami, önkormányzati tulajdonban maradása ellen, illetve a külhoni magyarok kedvezményes honosítása ellen voksoljon.
2005-ben hozta létre az Összefogás a Sárréti Kistérségért Egyesület nevű civil szervezetet, amely különböző díjakat ad át rendszeresen („Önzetlenségi díj”, „Év polgármestere”, „Év vállalkozója”).  Az egyesület képviseletében rendszeresen részt vett a Roma Kerekasztal megbeszélésein, minden évben több kulturális rendezvény lebonyolításában vesz részt. 2005-től a LEADER vidékfejlesztési program térségi vezetője volt.  2008-ban cégvezetője lett a Bihar-Sárrét Összefogás Vidékfejlesztési Nonprofit Kft.-nek, amely ellen két év múlva ügyészségi nyomozás indult hűtlen kezelés miatt és felszámolás alá is került. A nyomozás megállapította, hogy jogosulatlanul vállalt a kft. nevében kötelezettségeket, illetve olyan számlákat fizetett ki, amelyek nem szerepeltek a könyvelésben.
2021-ben, az Egységben Magyarországért elnevezésű ellenzéki szövetség által szervezett előválasztási eljárás során beadott adatlapja szerint 2012-ben beiratkozott a SZIE-ABPK óvodapedagógus/cigány-roma szakirány képzésre. Az interneten közzétett önéletrajza szerint 2013-ban a Budapesti Gazdasági Főiskola gazdaság és menedzsment karán közgazdászként végzett, azonban egy közérdekű adatigénylést követően kiderült, hogy az iskola nyilvántartásában nincs olyan adat, amely alátámasztaná ezt az állítást. Ezt követően 2022. január 23-án az MSZP elnöksége megállapította, hogy az iskolai végzettségével kapcsolatban megtévesztette a közvéleményt és a Magyar Szocialista Párt közösségét, ezért kizárták a pártból.

## Politikai pályafutása
2003-ban lépett be a Magyar Szocialista Pártba, előbb a megyei választmány tagja, majd 2008-ban a nádudvari szervezet elnöke volt, 2010-ben a megyei elnökség tagjává választották.
A 2004-es magyarországi népszavazáson az MSZP kampányplakátján szerepelt családjával együtt, mely a nem szavazatra buzdított. 2018-ban, már mint országgyűlési képviselő nyilatkozott erről és elmondása szerint „A meggyőződésem szerint tettem, amit tettem, és büszke vagyok rá."
A 2010-es önkormányzati választásokon a Hajdú-Bihar megyei közgyűlés tagja lett. 2011-ben a püspökladányi időközi országgyűlési választásokon az MSZP jelöltje volt, mindegyik választáson harmadik helyen végzett a fideszes Bodó Sándor, illetve a Jobbik jelöltje mögött. 2012-ben az Országos Elnökség és a Választmány tagjává választották.

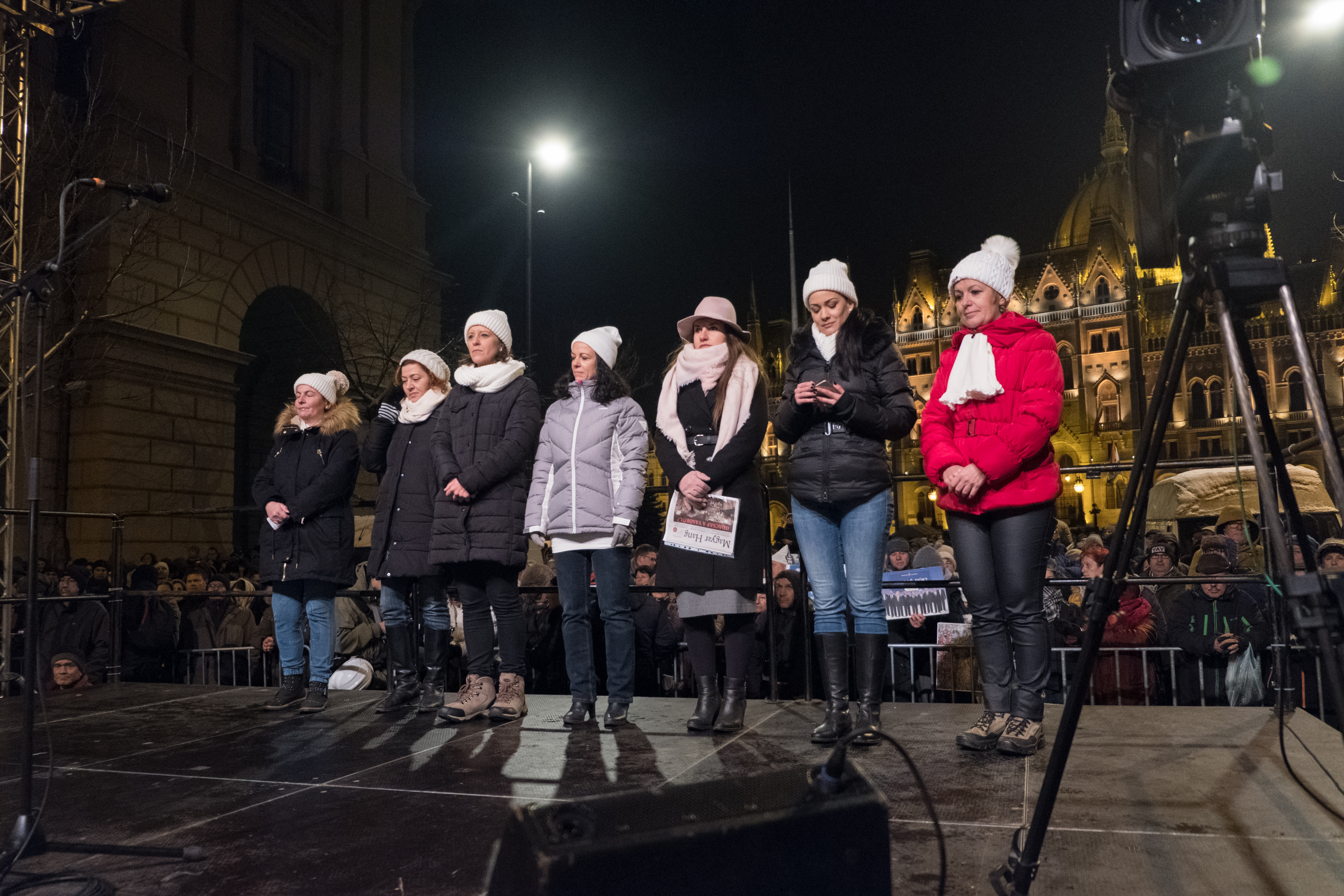
Bangóné Borbély Ildikó vörös széldzsekiben a fehérsapkás felszólalók között a „Boldog karácsonyt, Miniszterelnök Úr!” címmel szervezett tüntetésen, 2018.12.16-án

A 2014-es magyarországi országgyűlési választáson az MSZP több másik párttal választási szövetséget alkotva Összefogás néven indult, a lista 20. helyén szerepelt, továbbá a Hajdú-Bihar megyei 5. sz. országgyűlési egyéni választókerületben indult, ahol azonban csak harmadik helyen végzett, ismét a fideszes és jobbikos jelöltek mögött. Az országos listáról bekerült az MSZP-frakcióba. 2016-ban az MSZP megválasztott elnökségének tagja lett. A parlamentben a Törvényalkotási bizottság és a Népjóléti bizottság tagja.
Fontos szerepet töltött be a 2018-as Munka törvénykönyv-módosítások és az  MTV-nek  az ellenzék által egyoldalúnak minősített hírközlése elleni demonstrációkban és a 2018. decemberi kormányellenes tüntetéssorozat eseményeiben.
A 2021-es magyarországi ellenzéki előválasztáson a hajdúszoboszlói választókerületben indult az MSZP-Párbeszéd jelöltjeként a DK támogatásával, ahol végül alulmaradt a momentumos Kiss Lászlóval szemben.

## Vitatott beszédei és nyilatkozatai
A 2019-es európai parlamenti választási kampány során az ATV Start műsorában az MSZP frakcióvezető-helyetteseként megszólalva azzal indokolta a Fidesz növekvő népszerűségét, hogy „sok a patkány Magyarországon”. Mint mondta, ezt  „mindenki úgy gondolja, ahogy akarja”. Az adás után bocsánatot kért a megjegyzésért – ami szerinte kizárólag a budapesti „patkányhelyzetre” vonatkozott –, „ha valaki ennek ellenére is megbántódott”. A Fidesz ezek után „tájékoztató akciót” indított a lemondatására. Kálmán László, a nyelvtudomány kandidátusa szakmai véleményében arra a következtetésre jutott, hogy „Bangónét minden tisztségéről és a mandátumáról is le kellett volna mondatni a patkányozása miatt.”

## Családja
Húszéves korában házasodott össze férjével. Három gyermeke van, két ikerlány, Fanni és Rebeka, valamint egy fiú, Csaba.